# سنت. کلایر (میشیگان)
سنت. کلایر، میشیگان (به انگلیسی: St. Clair, Michigan) یک شهر در ایالات متحده آمریکا با جمعیت ۵٬۴۸۵ نفر است که در میشیگان واقع شده‌است.

## موقعیت جغرافیایی
موقعیت جغرافیایی شهرها و مناطق اطراف به شرح زیر است: